# Adenet Le Roi
Adenet le Roi fue un juglar nacido hacia 1240 y muerto hacia 1300. Estuvo al servicio de Guy de Dampierre a partir de 1268. Se le atribuye el poema épico "Berta la de los grandes pies" ("Berthe aux grands pieds").

## Biografía
Estuvo adscrito a la corte de los duques de Flandes y Brabante, y luego a la de Felipe III de France. Es autor de tres canciones de gesta en versos alejandrinos y de una novela de caballería en verso :
- Bueves de Commarchis (Beuve de Commarchis) es una canción de gesta perteneciente al ciclo "de Guillaume d'Orange", y reescritura de una canción más antigua.
- L'Enfance d'Ogier le Danois 1270 es igualmente una canción de gesta que retoma la primera parte de La Chevalerie Ogier de Danemarche y narra los éxitos de juventud de Ogier le Danois.
- Li roumans de Berte aus grans piés ; otra canción de gesta que relata la historia legendaria de Berthe de los grandes pies, expulsada de la corte del rey Pipino el Breve, su esposo, por una usurpadora.
- Cléomadès. Esta última obra, puesta en prosa por Philippe Camus ha sido impresa varias veces. Se trata de una novela de caballería redactada en versos octosílabos.